# IC 3477
IC 3477 је појединачна звијезда у сазвјежђу Береникина коса која се налази на листи објеката дубоког неба у Индекс каталогу.
Деклинација објекта је + 26° 2' 17" а ректасцензија 12h 32m 38,3s.